# Condado de Scotland (Carolina del Norte)
El condado de Scotland (en inglés: Scotland County, North Carolina), fundado en 1753, es uno de los 100 condados del estado estadounidense de Carolina del Norte. En el año 2000 tenía una población de 35 998 habitantes con una densidad poblacional de 44 personas por km². La sede del condado es Laurinburg.

## Geografía
Según la Oficina del Censo, el condado tiene un área total de 831 km² (320,8 mi²), de la cual 826 km² (318,9 mi²) es tierra y 5 km² (1,9 mi²) es agua.

### Municipios
El condado se divide en cuatro municipios: 
Municipio de Laurel Hill, Municipio de Spring Hill, Municipio de Stewartsville y Municipio de Williamson.

### Condados adyacentes
- Condado de Hoke - noreste
- Condado de Robeson - sureste
- Condado de Marlboro - suroeste
- Condado de Richmond - noroeste
- Condado de Moore - norte

## Demografía
En el 2000 la renta per cápita promedia del condado era de $31 010, y el ingreso promedio para una familia era de $39 178. El ingreso per cápita para el condado era de $15 693. En 2000 los hombres tenían un ingreso per cápita de $31 212 contra $23 172 para las mujeres. Alrededor del 20.60% de la población estaba bajo el umbral de pobreza nacional.

## Lugares

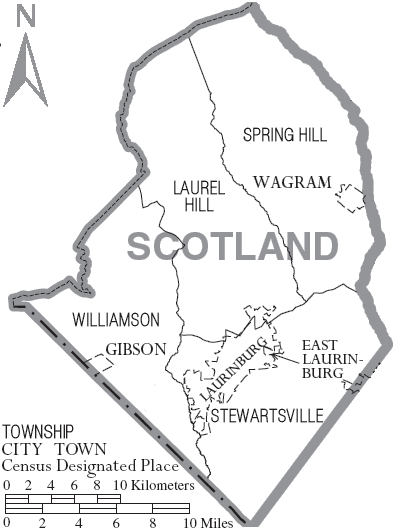
Mapa del Condado de Scotland en Carolina del Norte con sus municipios

### Ciudades y pueblos
- Deercroft
- East Laurinburg
- Gibson
- Laurel Hill
- Laurinburg
- Old Hundred
- Scotch Meadows
- Wagram